# Połączenie śledzionowo-mosznowe

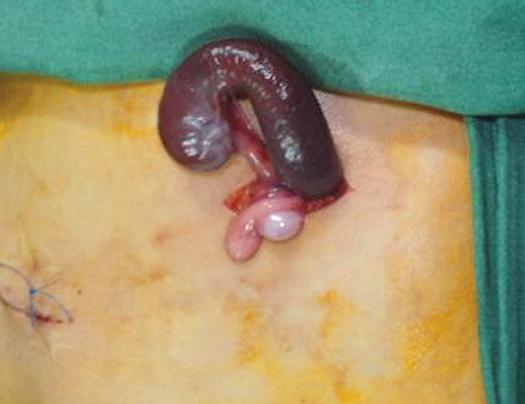
Widok śródoperacyjny śledziony połączonej z lewym jądrem u operowanego rocznego chłopca

Połączenie śledzionowo-mosznowe (ang. splenogonadal fusion) – rzadkie zaburzenie rozwojowe polegające na obecności tkanki śledzionowej w obrębie moszny. Śledziona dodatkowa połączona jest z jądrem z jednej strony i z drugiej strony ze śledzioną długim pasmem łącznotkankowym. Wada może być wykryta przypadkowo, gdy jest bezobjawowa, może też objawiać się klinicznie pobolewaniami w okolicy pachwiny, uczuciem pociągania lub objawami guza okolicy pachwinowej.
Wadę jako pierwszy opisał Eugen Bostroem w 1883, w 1889 Gustav Pommer przedstawił szczegółowy opis.